# 遠鉄建設
遠鉄建設株式会社（えんてつけんせつ）は、遠鉄グループの企業の一つ。静岡県浜松市中央区に本社を置く。本社がある浜松市を中心に、建設業を展開している。

## 沿革
- 1979年（昭和54年）4月2日 - 遠州ビルサービスとして設立。代表取締役は大城健一[2]。
- 1984年（昭和59年）3月16日 - 浜北クリーニング工場営業開始（1987年6月遠鉄観光開発に移管）[2]。
- 1987年（昭和62年）6月1日
  - 遠鉄総合ビルサービスに社名変更[2]。
  - 建物管理業務営業開始[2]。
- 1988年（昭和63年）3月1日 - 本社を宮竹町より田町へ移転[2]。
- 2002年（平成14年）7月1日
  - 遠鉄建設に社名変更[2]。
  - 本社を田町より海老塚町へ移転[2]。
  - 遠鉄アシストに建物管理部門、建物清掃部門を譲渡[2]。
- 2006年（平成18年）11月20日 - 本社を海老塚町より下池川町（現住所）へ移転[2]。
- 2007年（平成19年）10月11日「ISO9001：2000」取得[3]。
- 2013年（平成25年）3月7日 - 太陽光発電事業を開始[2]。